# Bertil Toft Hansen
Bertil Toft Hansen (født 20. juli 1943 i Varnæs, død 6. juni 2018 i Nim) var en dansk forlægger, der var politisk aktiv i Venstre.
Han var søn af en konditor og voksede op i Varnæs, Haderslev, Troense og til sidst Horsens. Han blev nysproglig student fra Horsens Statsskole i 1963 og studerede derefter jura ved Aarhus Universitet.
I 1964 meldte han sig ind i Venstre og Venstres Ungdom, og allerede året efter blev han ungdomsorganisationens lokalformand for i 1970 at blive landsformand. Han sad på posten frem til 1972. Allerede i 1965 debuterede han som folkevalgt og var i et par perioder medlem af Horsens Byråd. I 1967 blev han folketingskandidat i Skanderborgkredsen og var ved folketingsvalget 1968 tæt på at blive valgt, men fintællingen betød, at en anden kandidat fik mandatet. Han forsøgte igen, men opnåede ikke valg.
Jurastudiet færdiggjorde han aldrig, men blev i stedet lærer på Horsens Handelsskole. En overgang var han tillige formand for Handelslærerforeningen. Som lærer opdagede han, at bøgerne, der blev brugt i undervisningen var for dårlige og for gamle. Det førte til, at han i 1977 etablerede forlaget Åløkke, der i første omgang specialiserede sig i netop lærebøger til handelsskoler. Siden kom også bøger til folkeskolen til. Forlaget er i dag nedlagt.